# Battalus
Battalus spinipes es una especie de araña araneomorfa de la familia Gnaphosidae. Es la única especie del género monotípico Battalus.  

## Distribución
Es originaria de Australia.